# Phillips (Maine)
Phillips – miasto w Stanach Zjednoczonych, w stanie Maine, w hrabstwie Franklin.